# Hansenula misumaiensis
Hansenula misumaiensis är en svampart som beskrevs av Y. Sasaki & T. Yoshida 1958. Hansenula misumaiensis ingår i släktet Hansenula och familjen Pichiaceae.   Inga underarter finns listade i Catalogue of Life.